# Vernix
Vernix település Franciaországban, Manche megyében. Lakosainak száma 155 fő (2022. január 1.). Vernix Brécey, Le Petit-Celland, Saint-Georges-de-Livoye és Tirepied-sur-Sée községekkel határos.

## Népesség
A település népessége az elmúlt években az alábbi módon változott:
| Lakosok száma | 199  | 154  | 143  | 167  | 169  | 163  | 158  | 155  | 155  | 155  |
|               | 1968 | 1982 | 1990 | 2002 | 2011 | 2015 | 2017 | 2019 | 2020 | 2022 |